# Турн-и-Таксис, Эгон Максимилиан
Эгон Максимилиан Ламораль Турн-и-Таксис (нем. Egon Maximilian Lamoral von Thurn und Taxis; 17 ноября 1832, Регенсбург — 8 февраля 1892, Вена) — принц Турн-и-Таксис, подполковник австрийской армии.

## Биография
Эгон Максимилиан — третий сын князя Максимилиана Карла Турн-и-Таксиса и его первой супруги имперской баронессы Вильгельмины фон Дёрнберг. Отец Эгона Максимилиана в 1827—1871 годах являлся 6-м князем Турн-и-Таксис и до 1867 года руководил частной почтой Турн-и-Таксис. Мать Эгона Максимилиана умерла рано. Принц Эгон проживал в Богемии и в Венгрии. 11 ноября 1871 года Эгон Максимилиан женился на Виктории Эдельспахер де Дьёрйок. В браке родилось трое детей.

## Потомки
- Максимилиан Эгон (1872—1920)
- Матильда (1874—1912)
- Виктор Теодор (1876—1928)